# ییلدیریم‌تپه (چیلدیر)
ییلدیریم‌تپه (به ترکی استانبولی: Yıldırımtepe) یک روستا در ترکیه است که در چیلدیر واقع شده‌است.